# Metropolis (byggeri)
 For alternative betydninger, se Metropolis. (Se også artikler, som begynder med Metropolis)
Metropolis er et futuristisk lejlighedskompleks fra 2008 beliggende i kvarteret Sluseholmen i Københavns Sydhavn. Bygningen ligger på en kunstig halvø og er omgivet af Teglværksløbet og Sluseløbet.